# لوله‌کران
لوله‌کران (به لاتین: Lüləkəran) یک منطقهٔ مسکونی در جمهوری آذربایجان است که در شهرستان لریک واقع شده‌است. لوله‌کران ۵۷۸ نفر جمعیت دارد.

## ریشه واژه
این روستا در زبان تالشی لوله‌کُن گفته می‌شود‌. لولَه به‌معنی باریک، کَه به‌معنی خانه و اُن نشانه جمع است که معنای کامل آن می‌شود خانه‌های باریک. برخی نیز آن را از واژه لیله‌کُن به‌معنی خانه‌های واقع در دامنه کوه می‌دانند.